# Edward Bogucki

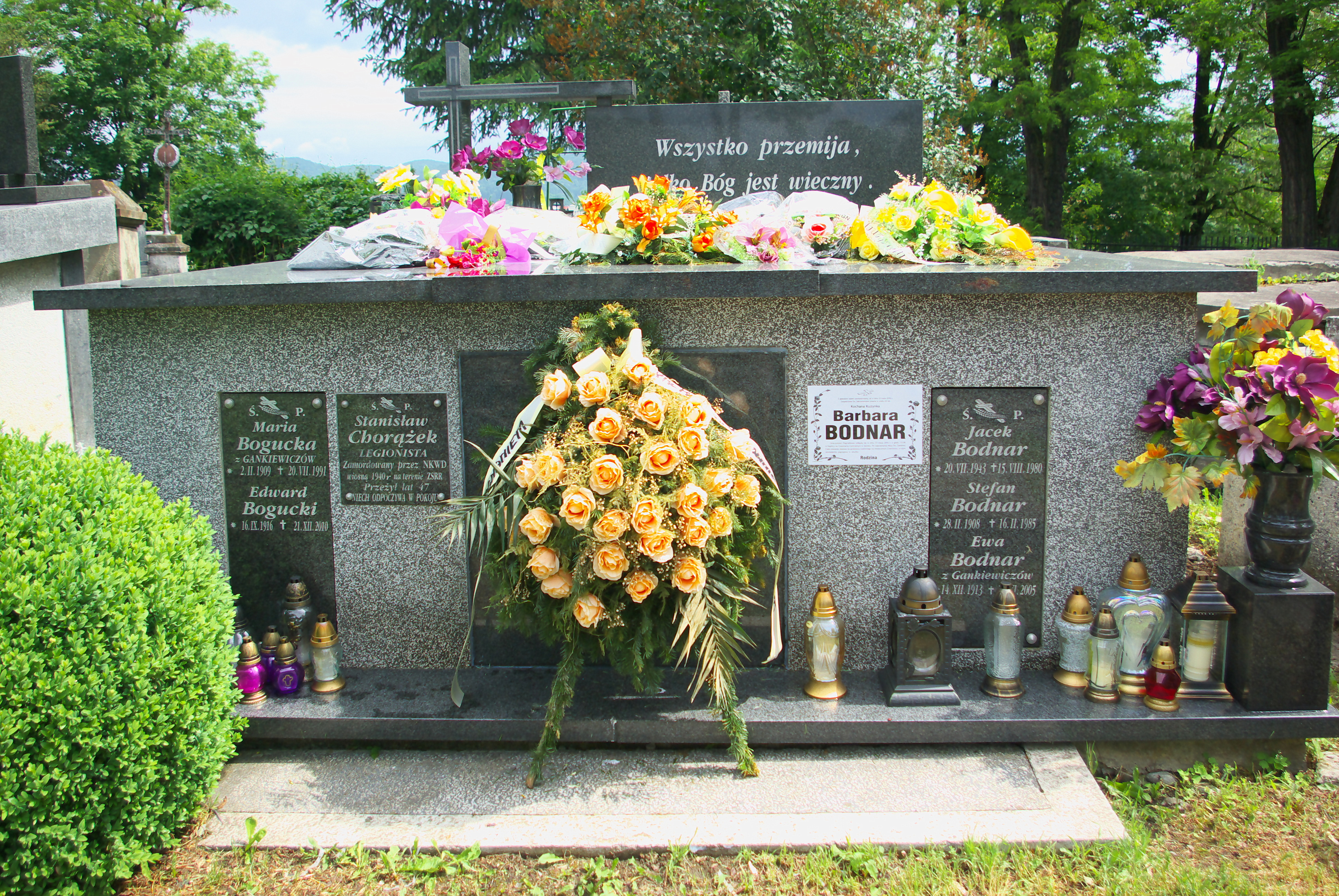
Grobowiec Edwarda Boguckiego

Edward Bogucki (ur. 16 września 1916 we Lwowie, zm. 21 grudnia 2010) – żołnierz Wojska Polskiego i Armii Krajowej, funkcjonariusz Milicji Obywatelskiej, działacz kombatancki.

## Życiorys
Urodził się 16 września 1916 we Lwowie jako syn Kazimierza. Po wybuchu II wojny światowej w stopniu kaprala podchorążego brał udział w kampanii wrześniowej w trakcie obrony Warszawy. W czasie okupacji niemieckiej był żołnierzem Armii Krajowej w Okręgu we Lwowie. Po wojnie został funkcjonariuszem Milicji Obywatelskiej. W jej szeregach brał udział w walkach z Ukraińską Powstańczą Armią w Tyrawie Wołoskiej, Rakowej i innych wsiach.
Działał we Froncie Jedności Narodu. Był członkiem Związku Bojowników o Wolność i Demokrację, 21 października 1973 wybrany członkiem zarządu oddziału miejskiego w Sanoku (działającego od 1 stycznia 1973 wskutek przekształcenia oddziału powiatowego na podstawie zmian administracyjnych), 23 października 1977 wybrany członkiem zarządu koła miejsko-gminnego w Sanoku, ponownie 11 maja 1980, 28 listopada 1982 wybrany skarbnikiem zarządu.
Zmarł 21 grudnia 2010. Został pochowany w grobowcu rodzinnym na cmentarzu przy ul. Jana Matejki w Sanoku.
Jego żoną była Maria z domu Gankiewicz (1909-1991).

## Odznaczenia
- Krzyż Kawalerski Orderu Odrodzenia Polski (1989)[9]
- Medal „Za udział w wojnie obronnej 1939” (1982)[6][1]
- Srebrny Krzyż Zasługi[1]
- Medal Zwycięstwa i Wolności 1945[1]
- Medal „Za udział w walkach w obronie władzy ludowej” (1986)[10]
- Odznaka „Zasłużony Działacz Frontu Jedności Narodu” (1981)[11]
- Wpis do Złotej Księgi ZBoWiD w Sanoku (1989)[3]
- Odznaka „Zasłużony dla organizacji kombatanckich” (1999)[12]
- Odznaka „Weteran Walk o Wolność i Niepodległość Ojczyzny” (1999)[12]
- inne odznaczenia[1]